# Starý Smokovec
Starý Smokovec est une petite station de ski, sur le territoire de la commune de Vysoké Tatry. Elle est située près de Poprad dans la région de Prešov, dans le nord de la Slovaquie.
Le domaine skiable est situé sur les pentes du mont Slavkovský štít (2 452,4 m). Il est constitué, sur le secteur Hrebienok, des trois tronçons consécutifs suivants :
- Pozemná LD (1 025-1 272 m)
- Dolná lúka (1 255-1 300 m)
- Horná lúka (1 301-1 480 m)

Le secteur de Jakubkova lúka (1 028-1 135 m), isolé du domaine principal, complète l'offre de ski de la station.